# Tăuții-Măgherăuș
Tăuții-Măgherăuș (ungarsk: Miszmogyorós) er en by i distriktet Maramureș i Rumænien. Byen administrerer seks landsbyer: Băița (Láposbánya), Bozânta Mare (Nagybozinta), Bușag (Buság), Merișor, Nistru (Miszbánya) og Ulmoasa (Szilas). Tăuții-Măgherăuș blev erklæret en by i 2004.  Baia Mare Lufthavn ligger i byen, der har 8.463 (2021) indbyggere.

## Beliggenhed
Tăuții-Măgherăuș ligger  nær udmundingen af floden Lăpuș i Someș (tysk Somesch). Distriktets hovedstad Baia Mare ligger ca. 8 km mod øst.

## Historie
Den første dokumenterede omtale af landsbyen stammer fra 1440. Tăuții-Măgherăuș var længe domineret af landbrug og vinavl.
Tăuții-Măgherăuș lå frem til 1. verdenskrig i Kongeriget Ungarn i Komitat Sathmar (de).  Efter afslutningen af 1. verdenskrig blev byen en del af  Rumænien. I 1964 blev Baia Mare Lufthavn åbnet syd for Tăuții-Măgherăuș. Der foregår guldminedrift i det omkringliggende område. Andre vigtige økonomiske sektorer er landbrug og træforarbejdning.